# اوریف‌لیم
اوریف‌لیم (به انگلیسی: Oriflame Cosmetics S.A.) نام یک شرکت لوازم آرایشی سوئدی است که به‌صورت بازاریابی شبکه ای فعالیت می‌کند. این شرکت در سال ۱۹۶۷ (میلادی) (۱۳۴۶ هجری شمسی) توسط دو برادر به نام‌های رابرت و یوناس آف یوکنیک در سوئد تأسیس شد. محصولات این کمپانی شامل لوازم آرایشی و بهداشتی بوده و به صورت نتورک مارکتینگ به فروش می‌رسد. این شرکت، طبق اظهارات خود، دارای درآمد بیش از یک میلیارد یورو در سال و همچنین مالکیت پنج کارخانه در پنج کشور را داراست.

## فعالیت در ایران
در شهریور سال ۸۹ نیروی انتظامی ایران دفتر اوریف لیم در ایران را که با نام اوریف لیم پرشیا فعالیت می‌کرد، به دلیل آنچه که فعالیت هرمی نامیده‌است تعطیل و چهار تن از مدیران آن را بازداشت کرد. در پی این اقدام وزارت امور خارجه سوئد سفیر ایران را برای ادای توضیحات احضار کرد. این در حالی است که مدیر اوریف لیم در مصاحبه با یک خبرگزاری سوئدی ضمن رد اتهامات، دلیل بسته شدن شعبهٔ ایران را ناراضی بودن حکومت ایران از اشتغال بیش از ۴۰ هزار زن به عنوان مشاور مستقل اعلام کرده‌است.
پیش از این آیات عظام مکارم شیرازی، نوری همدانی، علوی گرگانی و سبحانی همکاری با شرکت هرمی را حرام اعلام کرده بودند.
توضیح دوباره ا
ینکه اوریفلیم فروشی نتورک مارکتینیگ دارد که در آن هر فرد در ازای پرداخت هزینه عیناً اجناس مورد نیازش را دریافت می کند و هیچ کلاهبرداری ای وجود ندارد و اتفاقا بسیاری از زنان از این راه درآمد مستقل دارند
1967 – تاسیس اوریفلیم و تایید شده در فدراسیون جهانی (WFDSA). 
1970 – شروع فروش شبکه ای و روشی ابتکاری در فروش.
1970 – محصولات Tender Care ارائه شدند.
1982 – ورود اوریفلیم به بورس لندن.
1997 – وب‌سایت اوریفلیم آنلاین شد.
1999 – عضویت و حمایت از بنیاد جهانی کودکانه.
2008 – مرکز تحقیق و توسعه اوریفلیم افتتاح شد.
2009 – موسسه تحقیقات پوست اوریفلیم افتتاح شد.
2015 – سری محصولات NovAge برای جوان سازی پوست ارائه شدند.
2017 – جشن 50 سالگی اوریفلیم را جشن گرفتند.